# Fatrasie

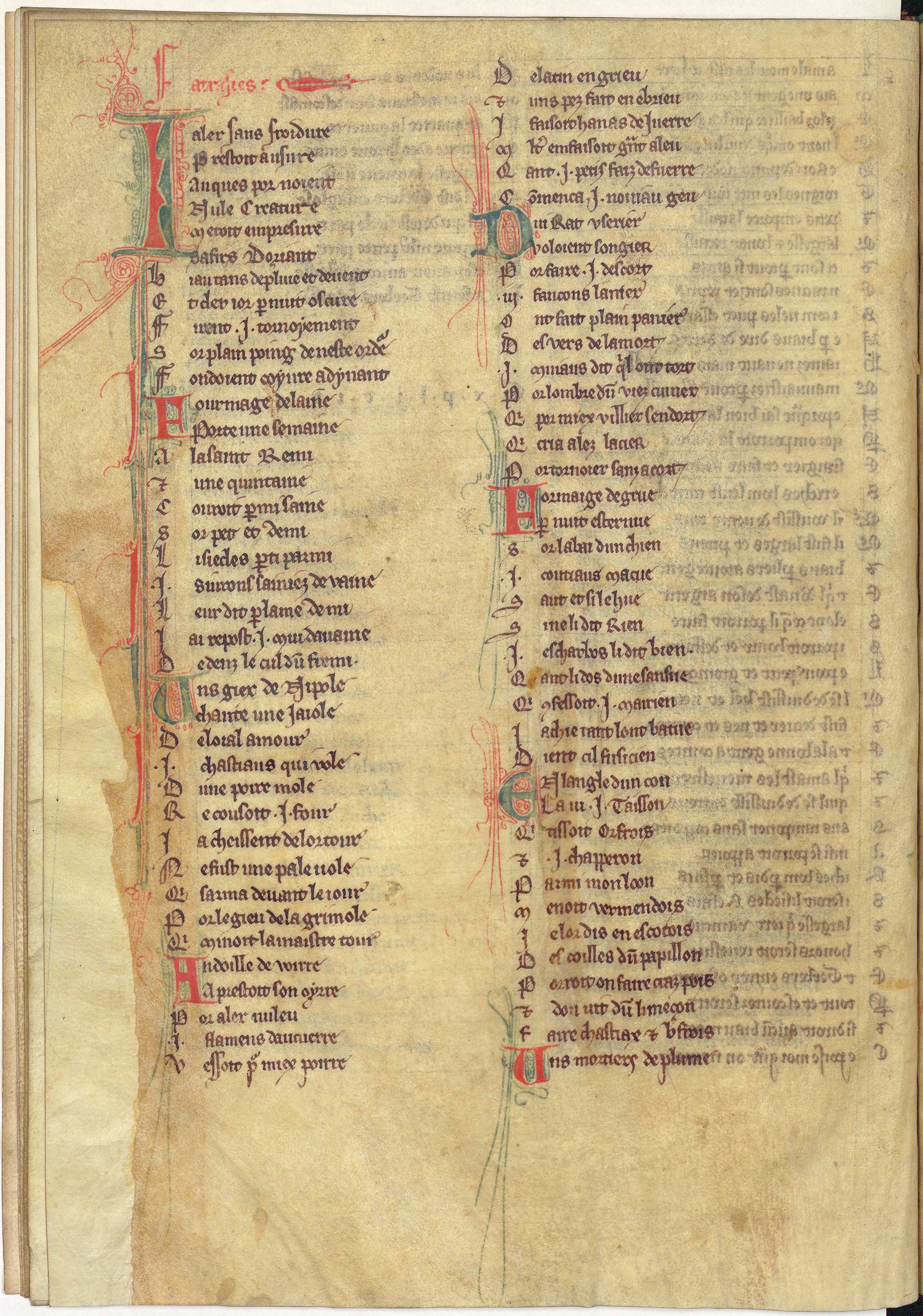
Bibliothèque de l’Arsenal, Paris, Manuskript Nr. 3114

Fatrasie und der daraus entstandene Fatras sind mittelalterliche Formen der Unsinnspoesie, die in Frankreich ab dem 13. Jahrhundert auftraten.

## Fatrasie
Die Fatrasie besteht aus elf Versen, die nach dem Schema aab aab babab gereimt sind. Dabei hatten die ersten sechs Verse fünf, die letzten fünf bis sieben Silben.
Die ersten Beispiele enthielten die anonymen Fatrasies d’Arras, eine aus fünfundfünfzig Gedichten bestehende, in einem einzigen Manuskript erhaltene Sammlung des 13. Jahrhunderts. Ein zweites Korpus besteht aus den elf Fatrasien des Philippe de Beaumanoir.
Der Name Fatrasie geht auf die lateinischen Wörter farcire (vollstopfen) und farsura (Füllung) zurück, von denen auch die Farce abstammt, vermutet wird aber auch eine Verballhornung der Fantasie (von griech.-lat. phantasma / phantasia).
Alles, was in der Fatrasie geschieht, hat „unmöglich“ oder „unvernünftig“ zu sein. Die starren Gesetze von Zeit und Raum sind aufgehoben, Gegenstände, Tiere und Menschen vollführen einen grotesken Reigen. Lyrisches und Zartes findet sich neben Derbem und Obszönem, die Schranken zwischen Hohem und Niedrigem werden bewusst abgeschafft. Die Gedichte reihen Widersinn und Absurditäten (Paradoxa, Oxymora), ihr Ziel ist es, Verblüffung, Verwirrung und Lachen hervorzurufen. Sie sind Ausdruck der „Verkehrten Welt“, der „karnevalistischen“ Lachkultur im Sinne Michail Bachtins.

## Fatras
Im 14. Jahrhundert wurde das Genre weiterentwickelt zum Fatras (frz. fatras „Plunder, Durcheinander“), vornehmlich von Watriquet Brassenel de Couvin (um 1325), von dem dreißig, zum Teil obszön-skatologische Motive häufende Fatras erhalten sind. Der Fatras folgt dem Reimschema [AB AabaabbabaB], d. h., es sind nun 13 Verse. Es wird zunächst ein lyrischer Zweizeiler möglichst süßlich-kitschigen Inhalts vorangestellt, dem der eigentliche, weiterhin aus 11 Versen bestehende Fatras folgt. Dabei werden zwischen die beiden Verse des Zweizeilers 9 Verse eingeschoben, die den Inhalt des Distichons durch komischen Gegensatz parodieren.
Ein Beispiel aus den Fatras Watriquet de Couvins:
| Doucement me reconforte Celle qui mon cueur a pris. Doucement me reconforte Une chate a moitié morte Qui chante touz les jeudis Une alleluye si forte Que li clichés de nos porte Dist que siens est li lendis, S’en fu uns leus si hardis Qu’il ala, maugré sa sorte, Tuer Dieu en paradis, Et dist : « Compains, je t’aporte Celle qui mon cuer a pris. » | Sanft tröstet und ermutigt mich Sie, die mein Herz erobert hat. Sanft tröstet und ermutigt mich eine halbtote Katze, die jeden Donnerstag so laut ein Halleluja singt, dass die Klinke an unsrer Tür sagt, dass ihr der Montag gehöre, und ein Wolf kam her so wagemutig, dass er gegen seinen Willen lossprang, Gott im Paradies zu töten, und sagte noch: „Kumpel, ich bringe dir Sie, die mein Herz erobert hat.“ | A B A a b a b a b a B |

Im 15. Jahrhundert wird unterschieden zwischen dem „unmöglichen“, irrationalen Fatras und dem „möglichen“, der nun vorwiegend religiös-erbauliche Themen transportiert. Baudet Herenc (Doctrinal de la Seconde Rhétorique, 1432) und Jean Régnier (1432/33) sind die letzten Vertreter des irrationalen, an die ursprüngliche Zelebration des Widersinns anschließenden Fatras.
Die französischen Surrealisten schätzten diese Gedichtform, auch wenn in ihrer Epoche nur wenige Beispiele bekannt waren. Paul Éluard nahm einige Muster in seine Erste lebendige Anthologie der Poesie der Vergangenheit auf (Première Anthologie vivante de la poésie du passé, 1951), Jacques Prévert gab einem seiner Gedichtbände den Titel Fatras (1966). In der Fatrasie und im Fatras wurde eine der Wurzeln der modernen Dichtung und der absurden Literatur vermutet (so Ralph Dutli, 2010).

## Vertonungen
2011/2012 entstand der Liederzyklus „Neuf fatrasies“ für Sopran und Klavier (Dauer ca. 20 Minuten) des jungen deutschen Komponisten Johannes X. Schachtner. Die Vertonung, die besonders die skurrilen, dramatischen und abseitigen Elemente betont, ist fest im zeitgenössischen musikalischen Vokabular verankert, ohne jedoch auf historische Anspielungen zu verzichten. Der Zyklus wurde durch Monika Lichtenegger und Rudi Spring uraufgeführt.